# Frivika
Frivika este o localitate din comuna Høyanger, provincia Sogn og Fjordane, Norvegia.